# Acta Zoologica
Acta Zoologica, abgekürzt Acta Zool., ist eine wissenschaftliche Fachzeitschrift, die vom Wiley-Blackwell-Verlag im Auftrag der Königlich Schwedischen Akademie der Wissenschaften und der Königlich Dänischen Akademie der Wissenschaften veröffentlicht wird. Die Zeitschrift erscheint derzeit mit vier Ausgaben im Jahr. Es werden Arbeiten veröffentlicht, die sich mit der Struktur von Tieren (von der zellulären Ebene bis zum Gesamtorganismus) beschäftigen.
Der Impact Factor lag im Jahr 2014 bei 1,258. Nach der Statistik des ISI Web of Knowledge wird das Journal mit diesem Impact Factor in der Kategorie Anatomie und Morphologie an 13. Stelle von 20 Zeitschriften und in der Kategorie Zoologie an 63. Stelle von 153 Zeitschriften geführt. Nach den Journal Citation Reports (Clarivate, 2023) kam die Zeitschrift auf Rang 14 von 20 in der Kategorie Anatomy & Morphology (Science) und auf Rang 92 von 176 in der Kategorie Zoology (Science).